# Anton Vidmar (biatlonec)
Anton (Toni) Vidmar, slovenski biatlonec, * 17. februar 2000, Ljubljana.
Vidmar je osvojil srebrno medaljo v štafetni tekmi svetovnega mladinskega prvenstva leta 2019 v Osrblieju. V evropskem pokalu je debitiral 28. novembra 2019, v svetovnem pokalu pa 27. novembra 2021. Prvič je na svetovnem prvenstvu nastopil leta 2023 v Oberhofu ter dosegel 43. mesto v šprintu in 26. mesto na zasledovalni tekmi.